# 콘웨이 티얼리

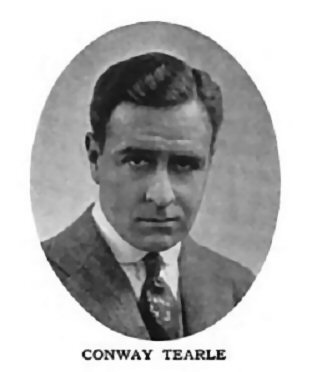

콘웨이 티얼리(Conway Tearle, 1878년 5월 17일 ~ 1938년 10월 1일)는 미국의 배우, 연극 배우, 영화배우이다.
뉴욕에서 태어났으며 할리우드에서 심근 경색으로 사망하였다.

## 작품 목록
- 《클론다이크 애니》 (1936)